# Pero geminipuncta
Pero geminipuncta là một loài bướm đêm trong họ Geometridae.